# 신예리, 박진규의 시시각각
《신예리, 박진규의 시시각각》은 대한민국에서 평일 오후 3시 40분에 텔레비전으로 방송되었던 JTBC의 정치 전문 보도 프로그램이다.

## 방송 시간
- 2013년 1월 2일 ~ 2013년 1월 18일 : 오후 3시 40분 ~ 5시 30분
- 2013년 1월 21일 ~ 2013년 2월 1일 : 오후 3시 40분 ~ 5시 10분
- 2013년 2월 4일 ~ 2013년 3월 29일 : 오후 4시 30분 ~ 5시 40분

## 코너
- 정치판독
- 삐딱카메라
- 클로징

## 그 외 JTBC 뉴스 프로그램
- JTBC 뉴스 정오의 현장
- JTBC 뉴스 이브닝
- JTBC 뉴스 9
- 날씨&스포츠 쨍하고 공뜬날
- JTBC 주말뉴스

## 동시간대 경쟁 프로그램
- 시사마이크 (매일방송)
- 이언경의 직언직설 (채널A)
- 뉴스와이드 참 (조선방송)